# St. Johannes Baptist (Schönhofen)

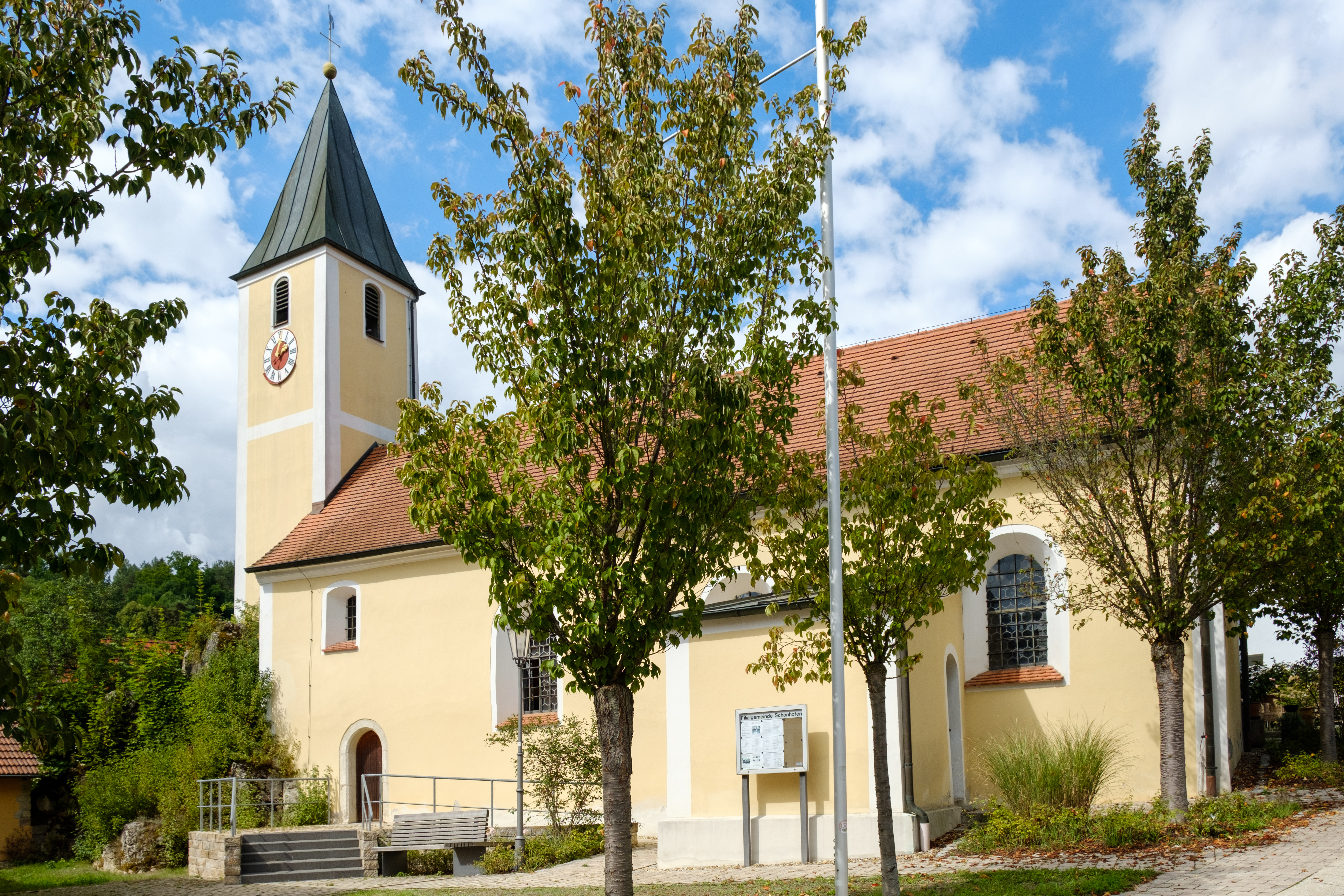
Kirche St. Johannes Baptist in Schönhofen

Die römisch-katholische Filialkirche St. Johannes Baptist im Ortsteil Schönhofen des Marktes Nittendorf im Oberpfälzer Landkreis Regensburg von Bayern (Alpinenstraße 9) stammt aus dem 16. Jahrhundert.

## Geschichte
Die Pfarrei Nittendorf wurde erst nach der  Einführung der Reformation in Pfalz-Neuburg anstelle der dem Kloster Prüfening zugehörigen Pfarrei Deuerling geschaffen. 1598 sind der neuen Pfarre die Gebiete südlich des Pflegamtes Laaber zugeteilt, darunter auch die Filialkirche Schönhofen. Deshalb kann man annehmen, dass die Kirche aus dem 16. Jahrhundert stammt.

## Baulichkeit und Ausstattung
Die Kirche ist ein rechteckiger Saalbau mit einem Satteldach und einem angebauten Chor. Der Westturm ist mit einem Pyramidendach gedeckt. Der Chor ist durch eine Stufe erhöht. Die Westseite  ist bis zur Dachhöhe eine gewachsene Felsenbank, erst auf dieser wurde der Turm errichtet.

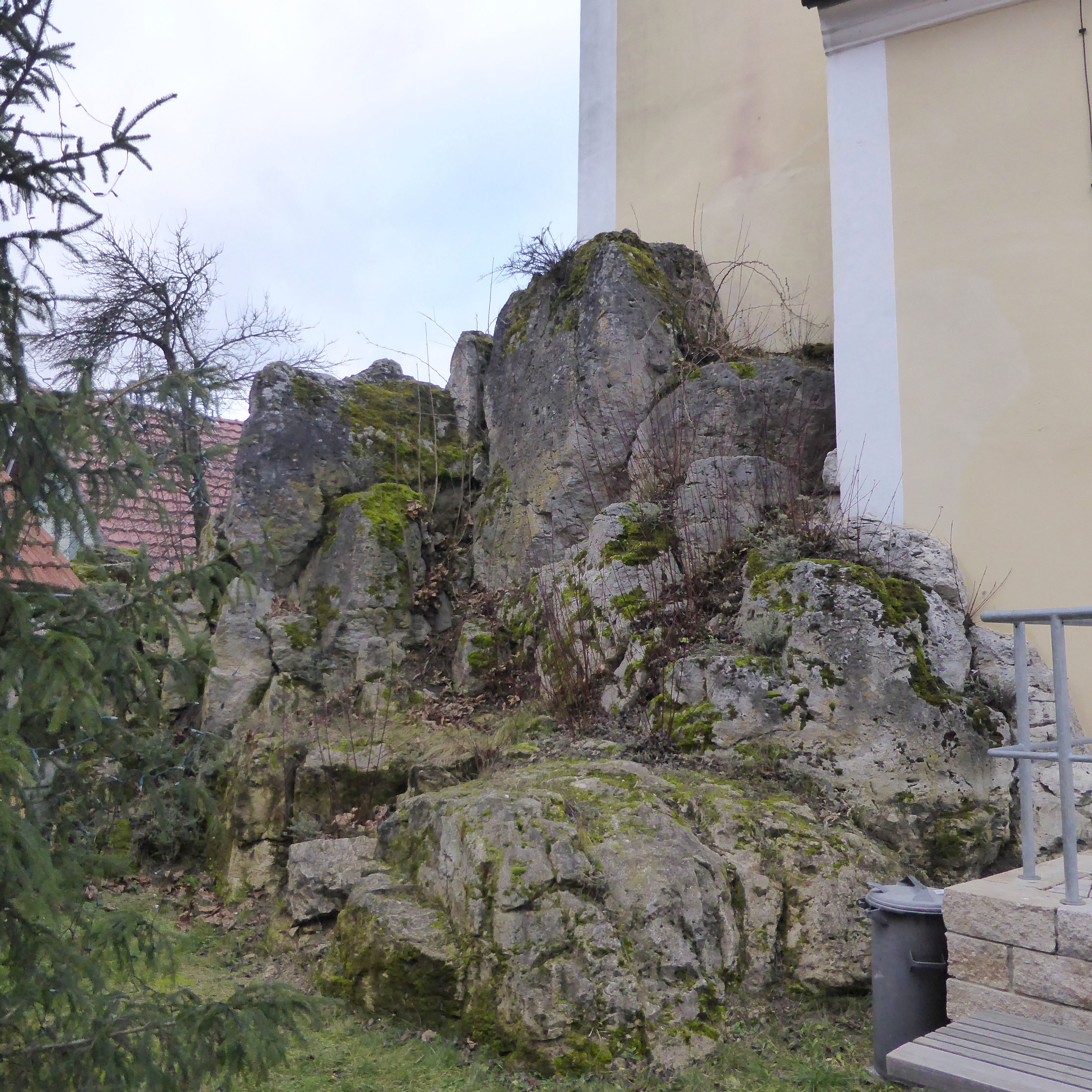
Turmbasis der Kirche St. Johannes Baptist in Schönhofen

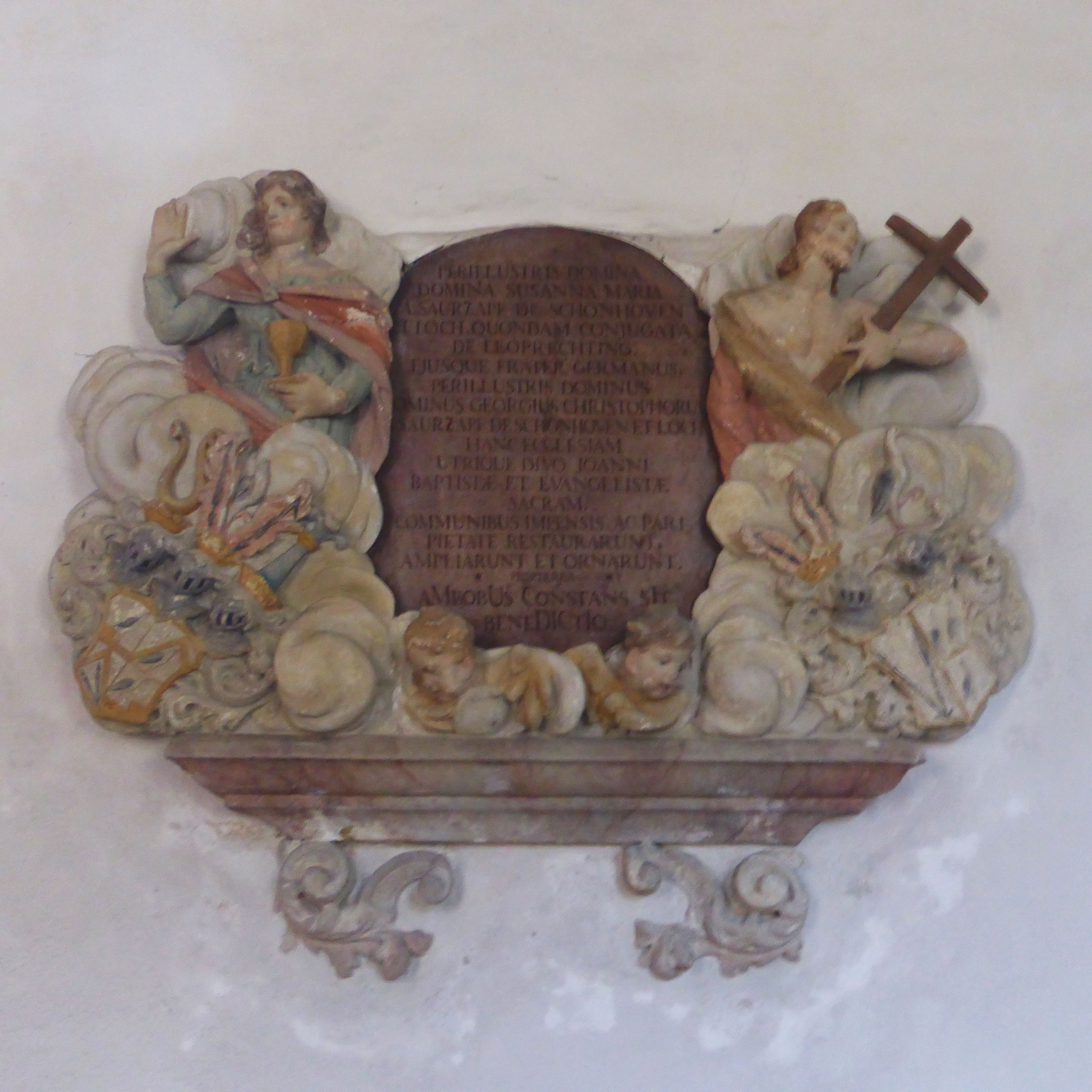
Gedächtnisstein an die Familie Sauerzapf

Der Altar und die Kanzel stammen aus dem 17. Jahrhundert, er besitzt zwei Säulen. Als Assistenzfiguren sind der hl. Johannes der Täufer und der hl. Johannes der Evangelist vorhanden; diese Holzfiguren stammen aus dem 19. Jahrhundert. Auf der Kanzel sind die vier Evangelisten dargestellt. An der Ostwand befinden sich die Figuren des hl. Petrus und des hl. Paulus aus dem 16. Jahrhundert, das Kreuz an der Südwand stammt aus dem 18. Jahrhundert.
Auf einer Glocke ist folgende Inschrift zu lesen: frau ida Chatarina Saurzapf, geborene Labrique 1687. Der Kirche wurde von den Sauerzapf auch ein Silberkelch mit einem Ehewappen geschenkt, der von Hans Kurtz zwischen 1606 und 1622 angefertigt wurde.
In der Kirche befindet sich auch ein Gedächtnisstein an die Familie der Sauerzapf von 1708. Er weist auf Georg Christoph Sauerzapf zu Schönhofen und Loch sowie auf seine Schwester Susanne Maria Sauerzapf hin. Diese rote Marmortafel ist von einem Wolkenkranz mit Wappen umgeben, im Relief sind Johannes Baptist und Johannes Evangelist dargestellt.